# WWE Raw 2
WWE Raw 2 es un videojuego lanzado para la consola Xbox y desarrollado por jugadores de SmackDown! 2. El lema del juego es "agresión despiadada", una frase utilizada regularmente en WWE en ese momento y acuñada por Mr. McMahon.
Este juego es un parche que incluye luchadores de SD2 de 2001.

## Juego
Por primera vez en la saga se incluye el modo de temporada, esto permite a los jugadores la posibilidad de crear nuevos luchadores, llevar peleas en los vestuarios, formar alianzas, y contratar gerentes.
En la sección de Crear una superestrella tiene la capacidad de crear tu superstar como tu quieras
Este juego tiene la capacidad de modificar al roster ya creado y la capacidad de crear leyendas como Andre The Giant o Bret Hart
El tipo es cómo usted lo juegue para actuar como: la fama y el éxito, perfeccionista, etc. Whatever tipo pick usted determina el éxito de su superestrella y es que sus amigos y enemigos son.
¿Tienes CD de la WWE? los podrás quemar
También permite a las personas a modificar sus luchadores favoritos la forma en que quieren que ver. En el Modo Temporada usted no puede cambiar su alineación, pero se puede cambiar que le gusta o no le gusta que por las diversas opciones. También puede cambiar su tipo de talón a cara o viceversa utilizando las opciones. Cara a Tacón utilizando ataques por sorpresa o cualquier cosa que hace que otros Superstars le desagrada. Heel to Face Alentar el uso o cualquier cosa que hacen Superstars como tú.

### Temporadas
Para completar con éxito una temporada, el jugador está obligado a jugar a 12 meses de RAW y SmackDown! muestra, así como Pay-Per-View acontecimientos, y terminar la temporada, ya sea con la WWE Campeonato, o el Campeonato Mundial de peso pesado. El éxito de temporadas de ganar puntos, que puede verse en el "Salón de la Fama" del menú principal del juego, lo que a su vez abren prendas de vestir y la entrada vídeos que más tarde puede ser utilizada en la creación o modificación de caracteres. Sin embargo, estos elementos también pueden ser desbloqueadas a través del "robar" la acción durante los acontecimientos en el Modo Temporada. A diferencia de la temporada de los modos de SmackDown! serie, RAW 2 no tiene voz o texto overs. Las probabilidades de recibir disparos título, y de completar con éxito las diferentes acciones disponibles en el modo de temporada, se basan principalmente en la popularidad del personaje en uso.
Sin embargo, otros factores, como un personaje del nivel de amistad hacia otros caracteres, tales como ataques por sorpresa, estímulo, o el uso repetitivo de call-outs también puede afectar las probabilidades. Hay algunas fallas en el modo de temporada, sin embargo: si el jugador compite en una lucha por el título, el cinturón puede ganarse a través de la descalificación, ir en contra de las normas WWE. Otro error es decir, si dos superestrellas están compitiendo, ya sea para el Campeonato Mundial de peso pesado o el Campeonato de WWE, y alguien que interfiere se convertirá en el campeón. Por otra parte, divas son capaces de ganar títulos mundiales. Otro defecto de juego es durante el juego, mientras que Royal Rumble, puede salir del anillo en su propios términos y todavía no ser eliminado. Sin embargo, en virtud de las reglas que el Royal Rumble es over-the-top-cuerda, siempre y cuando usted no más de flip, salto o paso más en la parte superior de cuerda, o vaya usted a través de las cuerdas, esto sería legal, como se ha visto numerosas veces en el Royal Rumble 2003.
El juego presenta varios escenarios que WWE celebrado en eventos en 2002 y 2003. También hay escenarios basados en cada uno WWE de televisión.
Nuevo partido disposiciones se incluyeron en el juego, incluyendo el Hell in cell, TLC y 'Royal Rumble' partidos. La entrada Crear una característica permite al jugador utilizar costumbre pistas timen en sus Xbox, el tiempo dos series de artículos pirotécnicos para sincronizar con burlas o poses, y crear una entrada de vídeo con el carácter del jugador haciendo variados movimientos de lucha. También fue elogiado por una mejor lista con más actualizada luchadores.
La mayor parte de Japón el desarrollo basado en equipo fue despedido inmediatamente después de la finalización del juego, THQ y editor de América había desarrollador Studio Gigante trabajo en la próxima Xbox de WWE con licencia de juego, WWE WrestleMania 21. Este juego es compatible ahora para la consola Xbox 360.

## Luchadores destacados
| - RAW: - Batista - Booker T - Bradshaw - Bubba Ray Dudley - Chris Jericho - Christopher Nowinski - Christian - D-Von Dudley - Goldust - Goldberg - Jacqueline - Jazz - Kane - Kevin Nash - Lance Storm - Lita - Molly Holly - Randy Orton - Ric Flair - Rico - Rob Van Dam - Scott Steiner - Shawn Michaels - Spike Dudley - Stacy Keibler - Steven Richards - Stone Cold Steve Austin - Terri - Test - The Hurricane - The Rock - Tommy Dreamer - Triple H - Trish Stratus - Val Venis - Victoria - William Regal | - SmackDown!: - A-Train - Billy Gunn - Billy Kidman - Brock Lesnar - Chavo Guerrero - Chris Benoit - Chuck Palumbo - Crash Holly - Eddie Guerrero - Edge - Hardcore Holly - Hulk Hogan - Jamie Noble - John Cena - Kurt Angle - Mark Henry - Matt Hardy - Nidia Guenard (Nidia) - Rey Mysterio - Rhyno - Rikishi - Shannon Moore - Stephanie McMahon - Tajiri - The Big Show - The Undertaker - Torrie Wilson |

- Datos: Q535344